# Ovale Kumquat

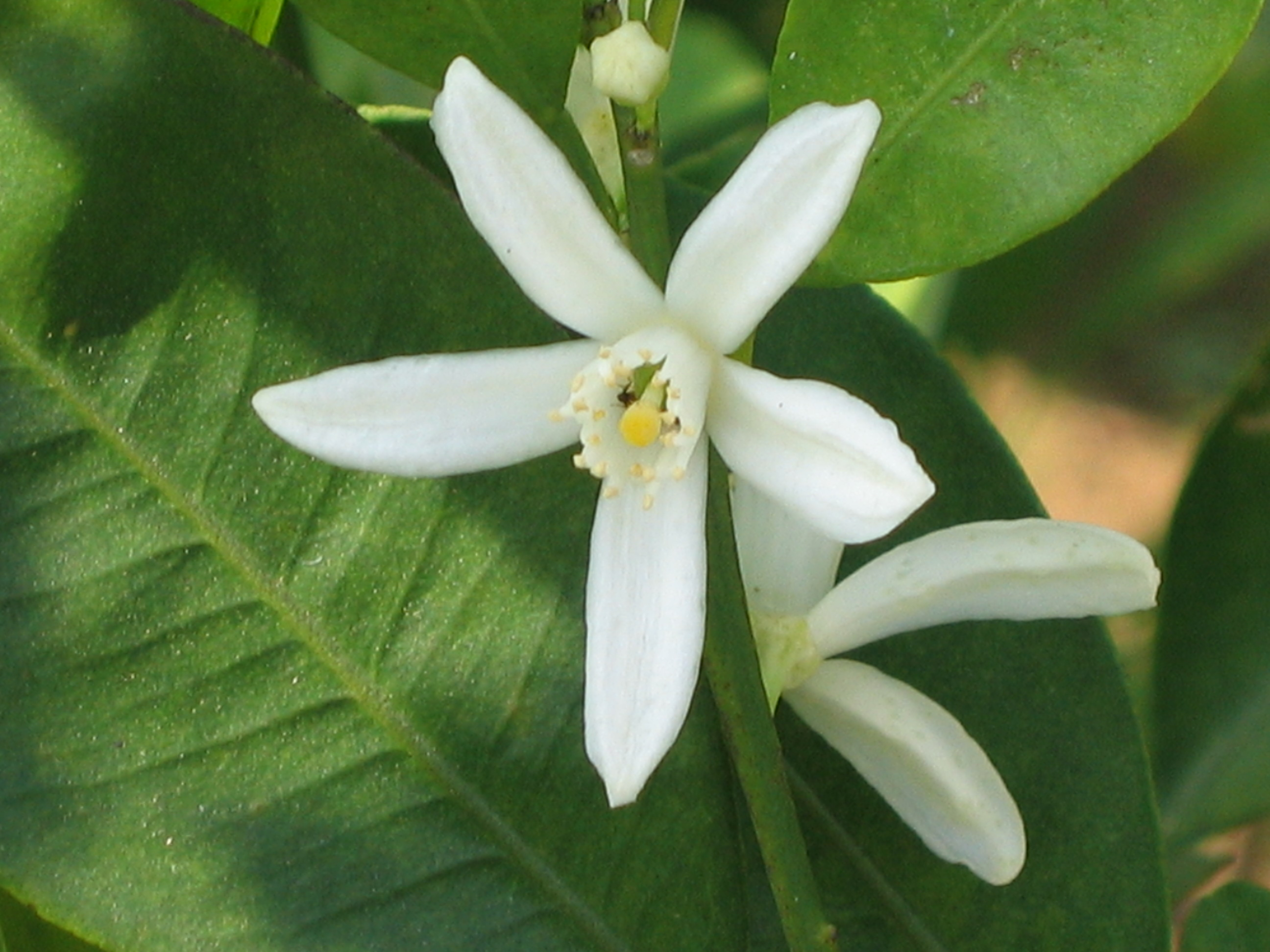
Blüte

Die Ovale Kumquat (Fortunella margarita), auch Oval-Kumquat oder Zwergorange genannt, ist eine Pflanzenart aus der Gattung der Kumquats in der Familie der Rautengewächse (Rutaceae). Sie stammt wie alle anderen Arten dieser Gattung aus Asien. Als ihre ursprüngliche Heimat gilt das südöstliche China.

## Beschreibung
Die Ovale Kumquat wächst als immergrüner Strauch oder Baum und erreicht Wuchshöhen bis etwa 3 Meter. Sie hat kleine dunkelgrüne ledrige Laubblätter.
Die Pflanze ist relativ kälteresistent und übersteht leichte Fröste; sie ist schwachwüchsig, kann aber eine Vielzahl von Früchten am Strauch ansetzen.
Die zwittrige und duftende, fünfzählige Blüte ist mit etwa 1,5 cm Durchmesser relativ klein, rein weiß und erscheint meist einzeln oder zu wenigen in den Blattachseln der vorjährigen Langtriebe. Die Blüte erscheint oft, bedingt durch die profunde Winterruhe der Pflanze, erst ab Mai/Juni. Für gute Blütenbildung benötigt die Ovale Kumquat einen kühlen, hellen Überwinterungsstandort.
Es werden orange, ellipsoide bis verkehrt-eiförmige, etwa 3–4 Zentimeter große, mehrsamige, aromatische, essbare Früchte, Beeren (Panzerbeere) gebildet.

## Systematik
Der portugiesische Botaniker João de Loureiro beschrieb die Pflanze 1790 in seiner Flora cochinchinensis unter dem Namen Citrus margarita. Die heute gültige Erstbeschreibung des US-amerikanischen Botanikers Walter Tennyson Swingle wurde 1915 veröffentlicht.
Die Ovale Kumquat ist die beliebteste und am häufigsten zum Verkauf angebotene Kumquat. Die Früchte erreichen Dattelgröße und sind von süß-säuerlichem Geschmack. Sehr attraktiv wirken auf Citrus volkameriana (Volkamer Zitrone) und auf Citrus aurantium (Pomeranze) veredelte Stammformen.

## Belege
- Walter T. Swingle, Philip C. Reece: The Botany of Citrus and Its Wild Relatives. In: W. Reuther, H. J. Webber, L. D. Batchelor (Hrsg.): The Citrus Industry. Bd. 1. University of California, 1967, online bei Citrus pages.
- Bernhard Voß: Citruspflanzen von Tropisch bis Winterhart. Humbach & Nemazal, 1997, ISBN 3-9805521-3-6.
- Bernhard Voß: Zitruspflanzen. Franckh-Kosmos Verlags-GmbH, 2005, ISBN 3-440-10174-6.
- Marilena Idžojtić: Dendrology. Academic Press, 2019, ISBN 978-0-444-64175-5, S. 278.